# Araneus sagicola
Araneus sagicola là một loài nhện trong họ Araneidae.
Loài này thuộc chi Araneus. Araneus sagicola được miêu tả năm 1906 bởi Dönitz & Embrik Strand.